# B-There
B-There was vanaf 2006 een jaarlijks terugkerend cultureel festival gericht op jongeren in 's-Hertogenbosch. De laatste editie was in 2016 als gevolg van faillissement wat aangevraagd werd door tegenvallende inkomsten
Het werd in de herfstvakantie (oktober) gehouden en richtte zich vooral op jongeren. Het festival werd gehouden in en rondom de verschillende culturele instellingen van de stad. Het festival combineerde muziekoptredens met dans, theater, kunst en sport. De productie van het festival werd van 2006 t/m 2009 verzorgd door de stichting Bosse Nova. Van 2010 tot 2014 werd het festival geproduceerd door de Verkadefabriek. Jaarlijks trok het festival enkele duizenden jongeren.
Het voorheen door de Verkadefabriek geproduceerde scholierenfestival B*THERE had sinds 2014 een nieuwe zelfstandige organisatie: Stichting B*THERE, met als gevolg een nieuw concept, een nieuw team, een nieuwe doelgroep, enkel de naam B*THERE is blijven bestaan. 
Vanaf de 2014 editie van B*THERE was er in een nieuw concept een tweedaags festival nabij de Sint-Janskathedraal in de binnenstad van Den Bosch. Dankzij de medewerking van vrijwilligers, studenten, partners, sponsoren en subsidiënten stond daar een evenement waar ruim 5000 bezoekers op afkwamen. In 2015 was er ruimte voor vernieuwing, in twaalf maanden tijd was er veel gedaan om het initiatief te professionaliseren. Met 139 vrijwilligers, 108 deelnemers in de container-programmering, 94 muzikanten/ DJ’s op de twee stages en ongeveer 6500 bezoekers was deze B*THERE festival 2015 opnieuw een groot succes.
Het nieuwe concept van B*THERE is ontstaan vanuit een behoefte bij jonge Bosschenaren om naast de krachtige historische beweging die binnen de stad actief is, ook een jong vernieuwend initiatief neer te zetten.

## Muziek en meer...
Muziek vormde ieder jaar het middelpunt van de programmering en van daaruit werden allerlei cross-overs en pop-acts toegevoegd vanuit de kunst en cultuur. 
- 2015: Cairo Liberation Front; Nobody Beats the Drum (DJ set); TenTemPiés; The Black Marble Selection; Boomshakalak Soundsystem; L’ENFANT; Echo Movis
- 2014: EINMUSIK; Skip&Die; AFTERPARTEES; 155 i.s.m. Dox; Eveline Vroonland; Eric de Man; Inlakech; Royal Madness; Hollywood & Vine